# Peninsular Gas Utilisation
Die Peninsular Gas Utilisation (PGU) ist mit 2.500 Kilometern verlegten Rohrleitungen das längste Pipelinenetz in Malaysia. Bis auf den als Mehrproduktenpipeline geführten Abschnitt Serdang—Port Dickson—Melakka handelt es sich um eine reine Erdgasleitung.
Die 1.700 Kilometers lange Hauptpipeline verbindet die Offshore-Erdgasfelder und die Kerteh Raffinerie in Terengganu mit anderen Regionen der Halbinsel Malaysia. PGU gehört der Betreibergesellschaft Petronas Gas Berhad on, einer 100%igen Tochter von Petronas.

## Geschichte
Das Peninsular Gas Utilisation Projekt geht auf eine Studie von 1981 zurück, die sich mit dem Gesamtkonzept zur Versorgung Malaysias mit Erdgas befasst.
Mit dem Bau der Peninsular Gas Utilisation wurde im Jahr 1984 begonnen. Die wesentlichen Arbeiten wurden 1993 abgeschlossen, heute umfasst das PGU Projekt eine Gesamtleitungslänge von 2.500 km – aufgeteilt in die eigentliche PGU Pipeline, Versorgungsstränge und Nebenleitungen. Zum Gesamtsystem gehören außerdem sechs gasverarbeitende Betriebe zur Abtrennung von Ethan, Propan, Butan und Kondensat aus dem Erdgas mit einer Kapazität von insgesamt 57 Millionen Normkubikmeter pro Tag.
Die Errichtung des Pipelinenetzes umfasste vier Bauphasen:
- Phase 1: Tok Arun – Kerteh
- Phase 2:
  - Abschnitt 1: Kerteh – Gebeng – Segamat
  - Abschnitt 2: Segamat – Johor Bahru – Pasir Gudang
  - Abschnitt 3: Segamat – Pedas – Serdang
- Phase 3: Serdang – Gurun – Kangar
- Phase 4 (Mehrprodukten): Serdang – Port Dickson – Melakka

Die Phase 1 – auch PGU I genannt – wurde bereits 1984 fertiggestellt. Sie umfasste die Gasverarbeitung in Kerteh (GPP 1) mit einer Kapazität von 7 Millionen Normkubikmeter pro Tag, das Exportterminal, eine 32 Kilometer langen Pipeline zwischen GPP und Terminal, Nebenleitungen zu Kraftwerken und Industriegebieten an der Ostküste Malaysias und ein Gasversorgungsnetz für die Stadt Kerteh.
Phase 2 (PGU II) wurde 1991 fertiggestellt. Drei zusätzliche Gasverarbeitungsanlagen (Gas Processing Plant GPP 2, GPP 3 und GPP 4) mit jeweils 7 Millionen Normkubikmeter Kapazität und die 685 Kilometer lange Hauptpipeline in die westlichen und südlichen Regionen der Halbinsel Malaysia bis nach Singapur kamen hinzu.
Die abschließende Phase 3 (PGU III) ist seit 1998 in Betrieb. Die Pipeline wurde um 450 Kilometer entlang der Westküste bis an die malaysisch-thailändische Grenze verlängert. Hinzu kamen auch zwei neue Gasverarbeitungsanlagen GPP 5 und GPP 6 mit einer Kapazität von jeweils 14 Millionen Normkubikmeter.
Im weiteren Verlauf wurde das PGU System durch die Projekte Loop 1 und Loop 2 erweitert, die der Versorgungssicherheit des Klang Valley Industriegebiets dienen. Durch Verlegung einer 265 Kilometer langen parallelen Leitung "Loop 1" zur existierenden Pipeline wurde 1999 der Durchsatz zwischen Kertih nach Segamat erhöht. Weitere 226 Kilometer "Loop 2" wurden im Jahr 2000 von Segamat nach Meru verlegt.
Die als Phase 4 erstellte Mehrproduktenpipeline von Serdang nach Port Dickson und Melakka kann neben Erdgas auch andere Gase fördern.

## Betriebliche Einrichtungen
Die Pipeline ist mit einem Sensorsystem zur Überwachung auf Gasleckagen ausgerüstet. Die Leitwarten für den Betrieb und die Überwachung der Pipeline befinden sich in Pedas, Negeri Sembilan, Gebeng, Pahang, Segamat und Johor.

## Anbindung an andere Pipelines
Die Peninsular Gas Utilisation ist im Norden des Landes an die Trans Thailand-Malaysia Pipeline (TTM) angeschlossen.